# Bahnstrecke Šaľa–Neded
| Kursbuchstrecke (ZSSK): | 134                  |                               |                               |
| Streckenlänge: | 18,939 km            |                               |                               |
| Spurweite: | 1435 mm (Normalspur) |                               |                               |
| Streckenklasse: | C4                   |                               |                               |
| Maximale Neigung: | 2 ‰                  |                               |                               |
| Streckengeschwindigkeit: | 50 km/h              |                               |                               |
| |                      |                               |                               |
| \| \| \| von Bratislava hlavná stanica \| \| \| \| 0,000 \| Šaľa Vágsellye \| Šaľa Vágsellye \| \| \| \| nach Budapest-Nyugati \| \| \| \| 2,828 \| Diakovce Deáki \| Diakovce Deáki \| \| \| 5,340 \| Tešedíkovo Pered \| Tešedíkovo Pered \| \| \| 9,042 \| Žihárec Zsigárd \| Žihárec Zsigárd \| \| \| 10,874 \| Žihárec zastávka Zsigárd mh. \| Žihárec zastávka Zsigárd mh. \| \| \| 16,533 \| Vlčany Vágfarkasd \| Vlčany Vágfarkasd \| \| \| 18,939 \| Neded Negyed \| Neded Negyed \| \| \| \| \| \| \| Quellen: [1] \| \| \| \| |                      |                               |                               |
| Strecke |                      | von Bratislava hlavná stanica | von Bratislava hlavná stanica |
| Bahnhof | 0,000                | Šaľa Vágsellye                | Šaľa Vágsellye                |
| Abzweig geradeaus und nach links |                      | nach Budapest-Nyugati         | nach Budapest-Nyugati         |
| Haltepunkt / Haltestelle | 2,828                | Diakovce Deáki                | Diakovce Deáki                |
| Haltepunkt / Haltestelle | 5,340                | Tešedíkovo Pered              | Tešedíkovo Pered              |
| Bahnhof | 9,042                | Žihárec Zsigárd               | Žihárec Zsigárd               |
| Haltepunkt / Haltestelle | 10,874               | Žihárec zastávka Zsigárd mh.  | Žihárec zastávka Zsigárd mh.  |
| Haltepunkt / Haltestelle | 16,533               | Vlčany Vágfarkasd             | Vlčany Vágfarkasd             |
| Kopfbahnhof Streckenende | 18,939               | Neded Negyed                  | Neded Negyed                  |
| |                      |                               |                               |
| Quellen: |                      |                               |                               |

Die Bahnstrecke Šaľa–Neded ist eine regionale Eisenbahnverbindung in der Slowakei. Sie zweigt in Šaľa von der Bahnstrecke Bratislava–Budapest ab und führt im Donautiefland parallel zum Fluss Waag nach Neded.

## Geschichte

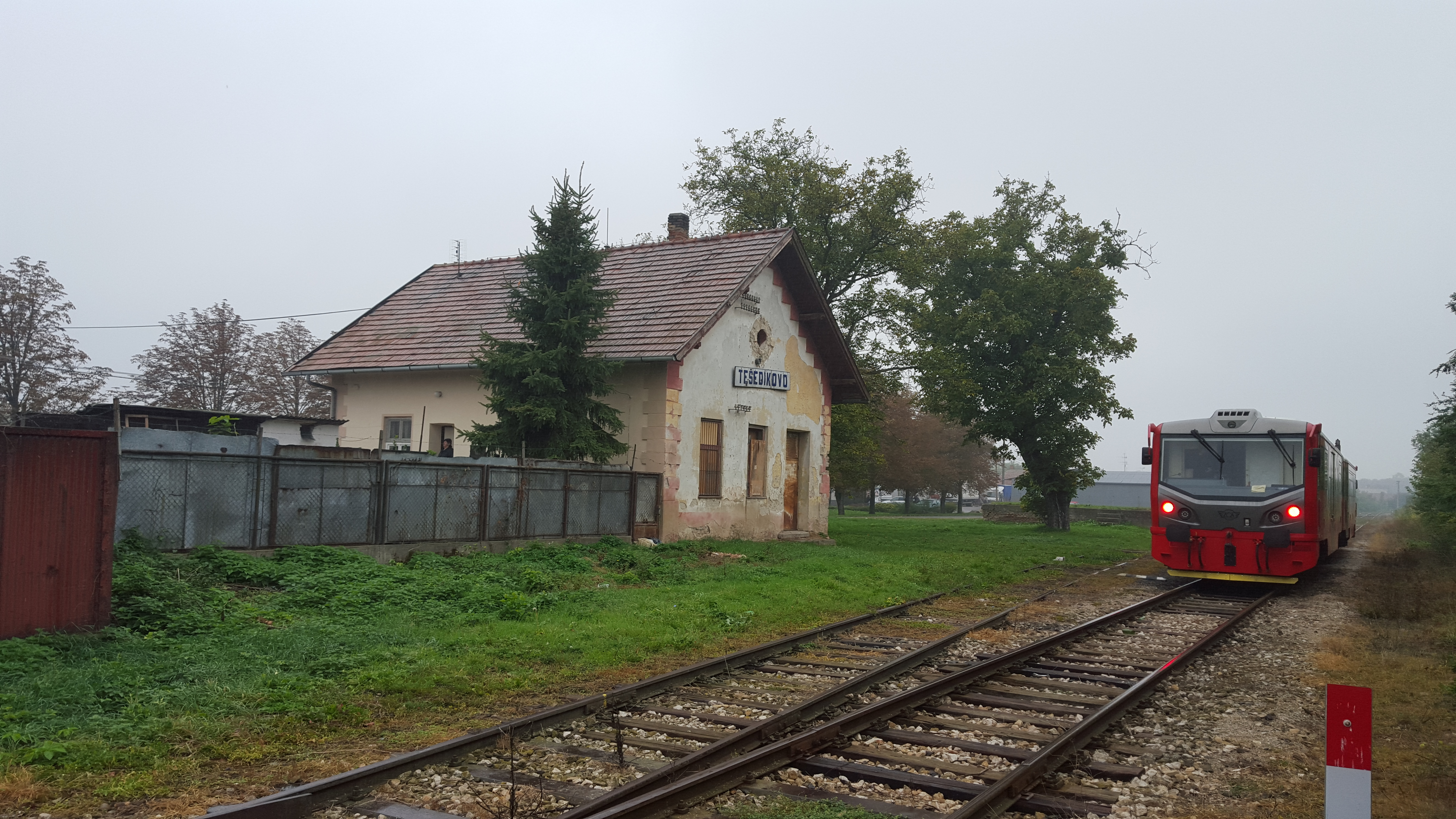
Haltestelle Tešedíkovo (2015)

Die Konzession für die Lokalbahn von Vágsellye nach Negyed erhielt die Budapester Firma G. Gregersen & Söhne durch das ungarische Kriegsministerium. Der  Konzessionär wurde verpflichtet, Baumaterial von ungarischen Lieferanten zu verwenden. Der Bau der unschwierig trassierten Strecke dauerte fünf Monate und kostete 1.875.000 Kronen.
Am 17. Oktober 1909 wurde die Strecke durch die Vágsellye-negyedi HÉV eröffnet. Die Betriebsführung übernahmen die Königlich Ungarischen Staatsbahnen (MÁV) für Rechnung der Eigentümer. Der Sommerfahrplan von 1912 wies drei gemischte bzw. Personenzugpaare aus, welche für die 19 Kilometer lange Strecke zwischen 47 und 60 Minuten benötigten.
Nach dem Zerfall Österreich-Ungarns im Oktober 1918 und der Gründung des neuen Staates Tschechoslowakei ging die Betriebsführung an die neu gegründeten Tschechoslowakischen Staatsbahnen (ČSD) über. Die ungarischen Betriebsstellennamen wurden in der Folge durch slowakische ersetzt.

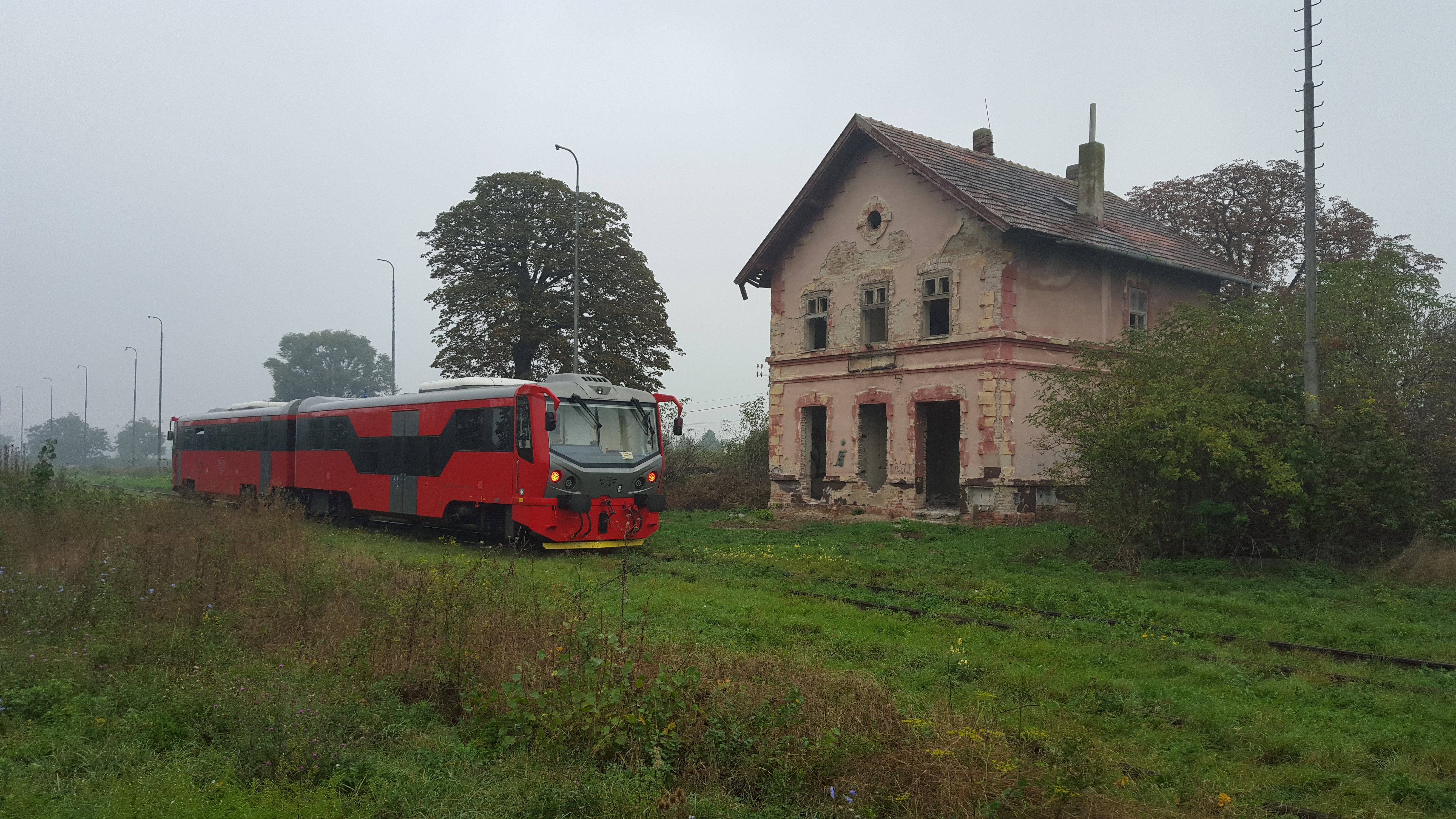
Bahnhof Neded (2015)

Ab den 1930er Jahren setzten die ČSD im Reiseverkehr moderne Motorzüge ein, die sowohl eine Verdichtung des Fahrplanes, als auch eine deutliche Fahrzeitverkürzung ermöglichten. Der Sommerfahrplan 1938 verzeichnete sieben Zugpaare, die sämtlich als Motorzug geführt waren.
Nach dem Ersten Wiener Schiedsspruch kamen die mehrheitlich ungarisch besiedelten Gebiete der Tschechoslowakei und damit auch die Strecke im November 1938 wieder zu Ungarn. Betreiber waren nun wieder die Ungarischen Staatsbahnen (MÁV). Der Fahrplan der MÁV verzeichnete 1942 fünf Personenzugpaare. Nach dem Zweiten Weltkrieg kam die Strecke 1945 wieder vollständig zu den ČSD.
Ab den 1950er Jahren verkehrten werktäglich acht Personenzugpaare, sonntags sechs. Diese Fahrplanstruktur blieb bis in die 1990er Jahre konstant.
Am 1. Januar 1993 ging die Strecke in Folge der Dismembration der Tschechoslowakei an die neu gegründeten Železnice Slovenskej republiky (ŽSR) über. Am 2. Februar 2003 wurde der Personenverkehr eingestellt, jedoch am 15. Juni 2003 wieder aufgenommen.
Am 13. Dezember 2010 wurde der Reiseverkehr endgültig eingestellt, der zuletzt mit zwei werktäglichen Personenzugpaaren im Berufsverkehr abgewickelt wurde.